# Campionati del mondo di ciclismo su pista - Corsa a eliminazione femminile
La corsa a eliminazione femminile è una delle prove inserite nel programma dei campionati del mondo di ciclismo su pista. Si disputa dall'edizione iridata del 2021.

## Albo d'oro
Aggiornato all'edizione 2024.
| Anno | Vincitrice          | Seconda          | Terza            |
| ---- | ------------------- | ---------------- | ---------------- |
| 2021 | Letizia Paternoster | Lotte Kopecky    | Jennifer Valente |
| 2022 | Lotte Kopecky       | Rachele Barbieri | Jennifer Valente |
| 2023 | Lotte Kopecky       | Valentine Fortin | Jennifer Valente |
| 2024 | Ally Wollaston      | Lotte Kopecky    | Jennifer Valente |

## Medagliere
| Pos. | Nazione     | Oro | Argento | Bronzo | Totale |
| ---- | ----------- | --- | ------- | ------ | ------ |
| 1    | Belgio      | 2   | 2       | 0      | 4      |
| 2    | Italia      | 1   | 1       | 0      | 2      |
| 3    | Australia   | 1   | 0       | 0      | 1      |
| 4    | Francia     | 0   | 1       | 0      | 1      |
| 5    | Stati Uniti | 0   | 0       | 4      | 4      |

| Pos. | Atleta              | Oro | Argento | Bronzo | Totale |
| ---- | ------------------- | --- | ------- | ------ | ------ |
| 1    | Lotte Kopecky       | 2   | 2       | 0      | 3      |
| 2    | Letizia Paternoster | 1   | 0       | 0      | 1      |
| 2    | Ally Wollaston      | 1   | 0       | 0      | 1      |
| 4    | Rachele Barbieri    | 0   | 1       | 0      | 1      |
| 4    | Valentine Fortin    | 0   | 1       | 0      | 1      |
| 6    | Jennifer Valente    | 0   | 0       | 4      | 4      |